# Lijst van voetbalinterlands Albanië - Schotland (vrouwen)
Deze lijst van voetbalinterlands is een overzicht van alle officiële voetbalwedstrijden tussen de nationale vrouwenteams van Albanië en Schotland. De landen hebben tot nu toe vier keer tegen elkaar gespeeld.

## Wedstrijden
| № | Plaats    | Datum            | Competitie           | Wedstrijd           | Uitslag |
| - | --------- | ---------------- | -------------------- | ------------------- | ------- |
| 1 | Paisley   | 24 oktober 2017  | WK 2019 kwalificatie | Schotland − Albanië | 5 − 0   |
| 2 | Shkodër   | 4 september 2018 | WK 2019 kwalificatie | Albanië − Schotland | 1 − 2   |
| 3 | Elbasan   | 8 november 2019  | EK 2022 kwalificatie | Albanië − Schotland | 0 − 5   |
| 4 | Edinburgh | 23 oktober 2020  | EK 2022 kwalificatie | Schotland − Albanië | 3 − 0   |

## Samenvatting
| Competitie      | Totaal gespeeld | Winst Albanië | Gelijk | Winst Schotland | Doelsaldo Albanië – Schotland |
| --------------- | --------------- | ------------- | ------ | --------------- | ----------------------------- |
| EK kwalificatie | 2               | 0             | 0      | 2               | 0 − 8                         |
| WK kwalificatie | 2               | 0             | 0      | 2               | 1 − 7                         |
| Totaal          | 4               | 0             | 0      | 4               | 1 − 15                        |